# ۱۴۳۶ (میلادی)
۱۴۳۶ (میلادی) هزار وچهارصد و سی و ششمین سال تقویم میلادی است.

## زادگان
- ۶ ژوئن – رگیومنتانوس، ستاره‌شناس و ریاضی‌دان آلمانی (د. ۱۴۷۶)